# II wojna angielsko-holenderska
II wojna angielsko-holenderska – wojna toczona w latach 1665–1667, będąca kontynuacją pierwszej wojny morskiej pomiędzy tymi mocarstwami, w której chodziło głównie o kontrolę handlu morskiego i panowanie na morzu.

## Wstęp
Dzięki Aktowi Nawigacyjnemu z roku 1651 Anglia posiadała całkowitą władzę na morzu. Stan taki nie był do końca akceptowany przez inne państwa. Niderlandy pomimo formalnego sojuszu z Francją nie były dostatecznie przez nią wspierane. Niewielkiej pomocy Holendrom udzieliła także Dania.
Po pierwszej wojnie morskiej szybko okazało się, że zawarty w Westminster traktat pokojowy nie będzie skutecznym rozwiązaniem problemu. Już 10 lat po jego zawarciu doszło w sierpniu 1664 r. do angielskich prowokacji w Zachodniej Afryce, w których uczestniczyła eskadra dowodzona przez Roberta Holmesa. W Ameryce Północnej Anglicy zajęli wyspę Manhattan, a Nowy Amsterdam przemianowano na Nowy Jork. Gdy pod koniec 1664 r. zaatakowano holenderski konwój morski w okolicy Gibraltaru, Holendrzy nakazali swoim okrętom w styczniu 1665 r. ataki na jednostki angielskie. W odpowiedzi na ten czyn Anglicy 4 marca 1665 r. oficjalnie wypowiedzieli Holandii wojnę.

## Przebieg działań wojennych
Początek konfliktu, podczas którego w walkach brała udział niewielka liczba okrętów, przebiegał wyjątkowo spokojnie. Dopiero po ukończeniu remontów i poprawie uzbrojenia floty doszło 13 czerwca 1665 r. do pierwszego poważnego starcia w bitwie morskiej pod Lowestoft. Flotą angielską dowodził brat króla Karola II, książę Yorku, późniejszy król Jakub II.
Obie strony wprowadziły do walki ponad 100 okrętów. Koło południa, gdy w powietrze wyleciał flagowy okręt holenderski „Eendragt”, flota holenderska rozpoczęła odwrót. Po jej stronie polegli m.in. admirałowie Cortenaer, van Wassenaer i Stelligwert. Straty angielskie były niewielkie, a bitwa określana jest jako wielkie zwycięstwo wyspiarzy. Pomimo tego zwycięstwa Anglicy nie potrafili zrealizować swoich celów. Holendrom pod wodzą admirała Michiela de Ruytera udało się przeprowadzić z Bergen wyładowany skarbami konwój morski. Jego flota długo krążyła w okolicach ujścia Tamizy, odpływając dopiero wtedy, gdy marynarze holenderscy zaczęli coraz mocniej chorować.
Decydującym wydarzeniem tego okresu wojny był wybuch zarazy w Londynie jesienią 1665 r. Na początku 1666 r. król francuski Ludwik XIV wypowiedział Anglii wojnę. W czerwcu 1666 r. doszło do jednej z najdłuższych bitew morskich w historii, tzw. bitwy czterodniowej, toczonej w dniach 11–14 czerwca w rejonie od Dunkierki po ujście Tamizy. Ta krwawa bitwa, w której sytuacja zmieniała się kilka razy, zakończyła się zwycięstwem Holendrów, aczkolwiek stracili w niej kolejnego admirała Cornelisa Evertsena.
4 sierpnia obie strony ponownie spotkały się w bitwie pod North Foreland. W walce uczestniczyło 90 okrętów. Holendrzy stracili także i tutaj kilku dowódców, m.in. admirała Johana Evertsena, a uniknęli klęski tylko dzięki doświadczeniu swojego morskiego bohatera de Ruytera. Na jakiś czas Anglicy ponownie panowali na morzu.
2 września 1666 r. w Londynie doszło do wybuchu wielkiego pożaru trwającego kilka dni. To wydarzenie w połączeniu z zarazą z poprzedniego roku, a także coraz trudniejszymi warunkami życiowymi mieszkańców, zmusiły króla Karola II do ponowienia rozmów pokojowych i handlowych. Niektóre okręty liniowe miały być przebudowane na jednostki handlowe.
De Ruyter wykorzystał trudną sytuację Anglików, wdzierając się na czele swojej floty i branderów w czerwcu 1667 r. w rejon ujścia Tamizy, wywołując panikę w Londynie. W porcie Medway stacjonowało 9 okrętów liniowych, które Holendrzy zdobyli bądź spalili. Bitwa morska pod Medway zakończyła się zwycięstwem Holendrów, a wśród zniszczonych okrętów brytyjskich znalazł się m.in. flagowy okręt admirała Ruperta HMS „Royal Charles” z 82 działami.

## Pokój w Bredzie
31 lipca 1667 r. zawarto pokój w Bredzie, który przyniósł Holendrom kilka zmian w Akcie Nawigacyjnym. W zamian za utratę Nowego Amsterdamu Holendrzy pozyskali Surinam. Anglicy kontynuowali jednak przygotowania do odzyskania pozycji mocarstwa na morzu.